# Macrostylophora hebeiensis
Macrostylophora hebeiensis är en loppart som beskrevs av Liu Chiying, Wu Run et Chang Fengbo 1979. Macrostylophora hebeiensis ingår i släktet Macrostylophora och familjen fågelloppor. Utöver nominatformen finns också underarten M. h. shennongjiaensis.